# Iwan Jurjewitsch Trubezkoi

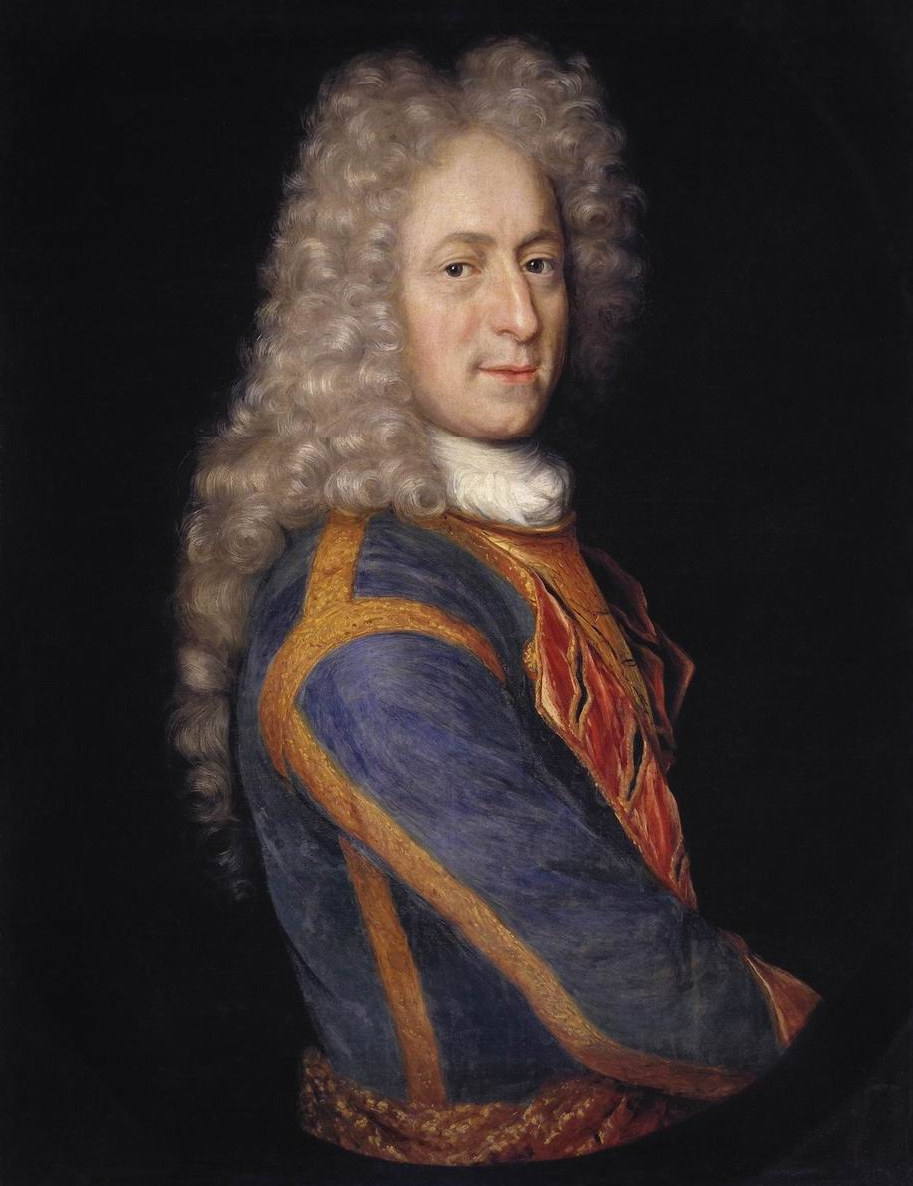
Iwan Jurjewitsch Trubezkoi

Fürst Iwan Jurjewitsch Trubezkoi, auch Ivan Jurjevitsch Trubetskoi (russisch Иван Юрьевич Трубецкой; * 18. Junijul. / 28. Juni 1667greg.; † 16. Januarjul. / 27. Januar 1750greg. in St. Petersburg), war seit 1728 ein russischer Feldmarschall. Er gehörte zum Vertrautenkreis des Zaren Peter I.

## Leben
Iwan Jurjewitsch Trubezkoi war der Sohn des Edelmanns Juri Petrowitsch Trubezkoi (1643–1679) und Fürstin Irina Golizyna († 1679). Aufgrund der hohen Position seiner Familie wurde Iwan schon mit siebzehn zum Stolnik ernannt. Als einer der ersten diente er im Preobraschensker Leib-Garderegiment bis 1693 als Kapitän. Ein Jahr später wurde er zum Oberstleutnant ernannt. Darüber hinaus wurde Trubezkoi 1692 zum Bojaren ernannt. Das war eine typische Kombination aus alten und neuen Rängen und Titeln zu Peters Regierungszeit. Trubezkoi erhielt danach den Rang eines Generalmajors. Er kommandierte einen Teil der neu errichteten russischen Flotte während der Asow-Kampagne im Jahr 1696. 1699 wurde er zum Gouverneur von Nowgorod ernannt. 
Während des Großen Nordischen Krieges befahl der Fürst eine Division bei der Belagerung von Narva und wurde in der darauffolgenden Schlacht bei Narva von den siegreichen Schweden gefangen genommen. In den nächsten 18 Jahren blieb er in Kriegsgefangenschaft. Karl XII. erlaubte es Trubezkois Frau, Irina Naryschkina (1671–1749), zu ihrem Mann zu kommen und mit ihm in Schweden zu leben. Im Jahre 1718 wurden er und General Awtonom Michailowitsch Golowin im Austausch gegen den schwedischen Marschall Carl Gustaf Rehnskiöld aus der Gefangenschaft entlassen. Er hatte eine eheliche Tochter, Anastassija Trubezkaja, spätere Erbprinzessin von Hessen-Homburg, und einen unehelichen Sohn, Iwan Iwanowitsch Bezkoi (1704–1795), mit einer schwedischen Mätresse, wahrscheinlich der Baroness Wrede.
Nach seiner Rückkehr nach Russland erhielt Trubezkoi am 1. Januar 1719 den Rang eines Generalleutnants. Drei Monate später wurde er zum Kommandeur aller Kavallerie-Regimenter in der Ukraine ernannt. Am 28. Januar 1722 nach Abschluss des Vertrags von Nystad mit Schweden, wurde der Fürst zum General befördert. Im Februar wurde er zum Generalgouverneur von Kiew ernannt. Diese Position behielt er bis Dezember des nächsten Jahres.
Mit der Thronbesteigung von Peter II. erhielt er 1728 den Rang eines Feldmarschalls, allerdings ohne besondere militärische Verdienste geleistet zu haben.